# Isoalina
In oceanografia, una isoalina è una linea, generalmente mostrata su un rilievo topografico di un tratto di mare o di una sezione superficie-fondo, congiungente i punti ad uguale salinità. 

## Definizione

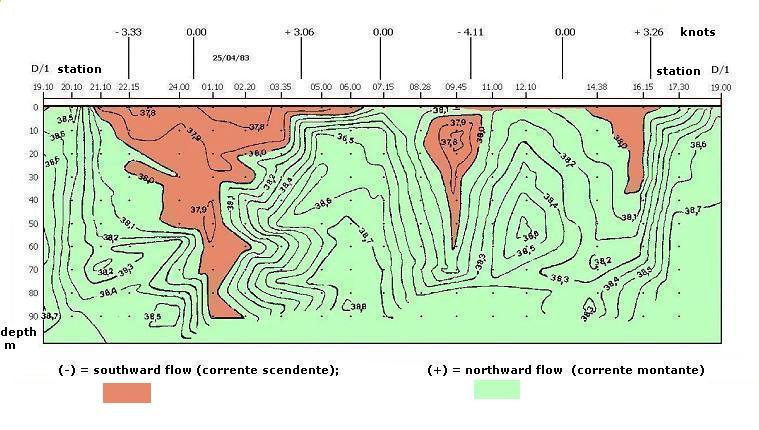
Isoaline nello Stretto di Messina

In oceanografia, l'alinità un tempo espressa in g/Kg, ovvero grammi di sali disciolti per chilo di acqua marina, viene tradizionalmente espressa in parti per mille (ppt dalla letteratura anglosassone parts per thousand, o anche ‰), che considerando approssimativamente la densità come unitaria corrisponde ai grammi di sale per litro di soluzione. In chimica analitica si usa invece esprimere la salinità in mg/L o ppm. 
Nel 1978, quando fin dagli inizi del ventesimo secolo si usava il riferimento alla clorinità, la salinità o alinità erano espresse come ‰ sulla base della conduttività elettrica in riferimento a un campione artificiale di acqua marina utilizzato quale standard. La nuova Practical Salinity Scale fu quindi successivamente ulteriormente raffinata dagli oceanografi mondiali con l'introduzione dell'unità di misura in psu (Practical Salinity Units), corrispondente al rapporto tra la conduttività di un campione di acqua di mare e quella di una soluzione standard di KCl formata da 32,4356 grammi di sale disciolti in 1 kg di soluzione a 15 °C. I rapporti sono adimensionali e 35 psu equivalgono a 35 grammi di sale per litro di soluzione.